# Слонска костенурка
Слонската костенурка (Chelonoidis nigra), обитаваща Галапагоските острови в Тихия океан, е известна като най-голямата костенурка на земята. Възрастните достигат тегло над 400 kg и дължина повече от 1,8 m. Въпреки че не е известна с точност средната продължителност на живота им, според учените може да достигне над 200 години. Регистрирана е костенурка, живяла 176 години. Дълголетието на тези животни се обяснява със забавения им ритъм на живот. За кратки разстояния костенурките могат да развият скорост от около 3 km/h. Обичат топлото време.
Костенурките са защитени от враговете си с черупка от рогово покритие. Това ги прави най-тежко бронираните животни в наши дни. Когато се чувства заплашена, костенурката скрива главата и краката си под черупката и тогава повечето нападатели се отказват да я безпокоят.

## Хранене
Костенурките се хранят с кактуси, листа и цветове на нискостеблени растения, както и с паднали от дърветата плодове.

## Разпространение
Тези костенурки се срещат единствено на Галапагоските острови, които се намират западно от Еквадор в Южна Америка. Формата на черупката на костенурките напомняла на испанските изследователи на вид седло – „галапаго“ („galápago“). Впоследствие архипелагът бил наречен на костенурките Галапагос.
Когато островите са открити, тук живеят около 250 000 костенурки. Днес са останали около 15 000 (според оценки на Фондация „Чарлс Дарвин“ и Galapagos National Park Service). Причина за това са китоловците и пиратите, които са ги убивали за храна през 18 и 19 век. Обърнати по гръб, така че да не могат да се движат, слонските костенурки могат да оцеляват месеци без храна и вода, което ги прави добър източник на прясно месо на китоловните кораби във времена, когато не е имало възможности за замразяване на продуктите. Разредената им урина може да бъде използвана като питейна вода.
Друга причина за драстичното намаляване на слонските костенурки е довеждането на някои от островите на нови животински видове като например кози, които унищожават значително растителността, с която се хранят костенурките.
Днес слонските костенурки се считат за уязвим вид и се намират под закрила.

## Подвидове
Изследвания показват съществуването на около 13 подвидове на Слонската костенурка, а някои разграничават и 15 подвидове. Сега са останали 11 подвидове – 5 на остров Изабела и 6 на островите Сантяго, Санта Круз, Сан Кристобал, Пинзол и Пинта. Мъжкият екземпляр от остров Пинта, популярен като „Самотният Джордж“ е последният известен представител на своя подвид и най-вероятно след него този подвид ще изчезне, макар все пак да не може напълно да се пренебрегне възможността да съществува и друг представител. Самотният Джордж е на около 70 – 80 години. Умира на 24.06.2012 и смъртта му бележи окончателното изчезване на Гигантските костенурки от остров Пинта.
Най-старата известна слонска костенурка е Хариет (ок.1830 – юни 2006), живяла в Австралийската зоологическа градина, в Куинсланд.
- Geochelone nigra abingdoni – Самотният Джордж от остров Пинта (изчезнал)
- Geochelone nigra becki – Volcán Wolf Tortoise
- Geochelone nigra chathamensis – San Cristóbal Tortoise
- Geochelone nigra darwini – Santiago Tortoise
- Geochelone nigra ephippium – Pinzón Tortoise
- Geochelone nigra phantastica – Fernandina Tortoise (изчезнал)
- Geochelone nigra elephantopus – Floreana Tortoise (изчезнал)
- Geochelone nigra guntheri – Sierra Negra Tortoise
- Geochelone nigra hoodensis – Española Tortoise
- Geochelone nigra microphyes – Volcán Darwin Tortoise
- Geochelone nigra nigrita – Santa Cruz Tortoise
- Geochelone nigra vandenburghi – Volcán Alcedo Tortoise
- Geochelone nigra vicina – Cerro Azul Tortoise